# Muramatsu
Muramatsu er en japansk instrumentmagervirksomhed med base i Tokorozawa, der laver tværfløjter, som distribueres i hele verden. Virksomheden blev oprettet af Koichi Muramatsu, der lavede den første fløjte i 1923, og ledelsen er herefter videreført til hhv. søn og sønnesøn. Deres modeller inkluderer sterlingsølv, 9K, 14K, 18K og 24K guld samt platin. 18K, 24K og platinfløjter er kun på specialordre og er således relativt sjældne.
En af verdens mest kendte solofløjtenister, James Galway, spiller på en Muramatsu 24K guldfløjte.